# Haploinsuficjencja
Haploinsuficjencja (ang. haploinsufficiency) – w genetyce, sytuacja, gdy jeden prawidłowy allel genu w diploidalnej komórce nie wystarcza, aby zapobiec chorobie spowodowanej mutacją z utratą funkcji drugiego allelu.
Do chorób człowieka spowodowanych najprawdopodobniej haploinsuficjencją należą:
- dysplazja obojczykowo-czaszkowa
- zespół Turnera[2]
- pląsawica Huntingtona
- polidaktylia
- niektóre nowotwory
- zespół Marfana.